# Bildstein (Vorarlberg)

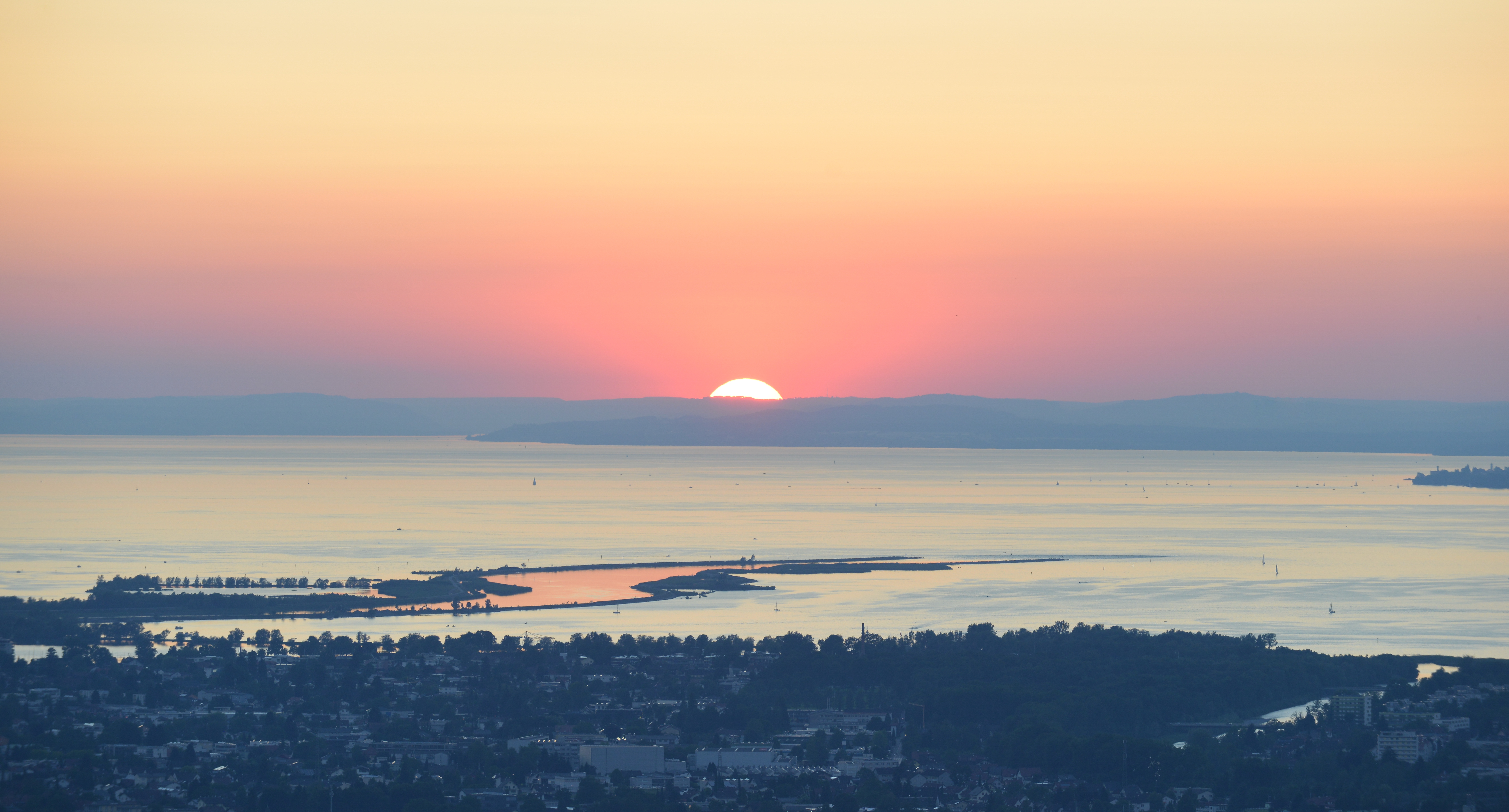
Rheinmündung und Bodensee von Bildstein gesehen. Die Aussicht kann bis zu Schwäbischer Alb und Schwarzwald reichen.

Graf Maximilian Lorenz von Starhemberg um 1665

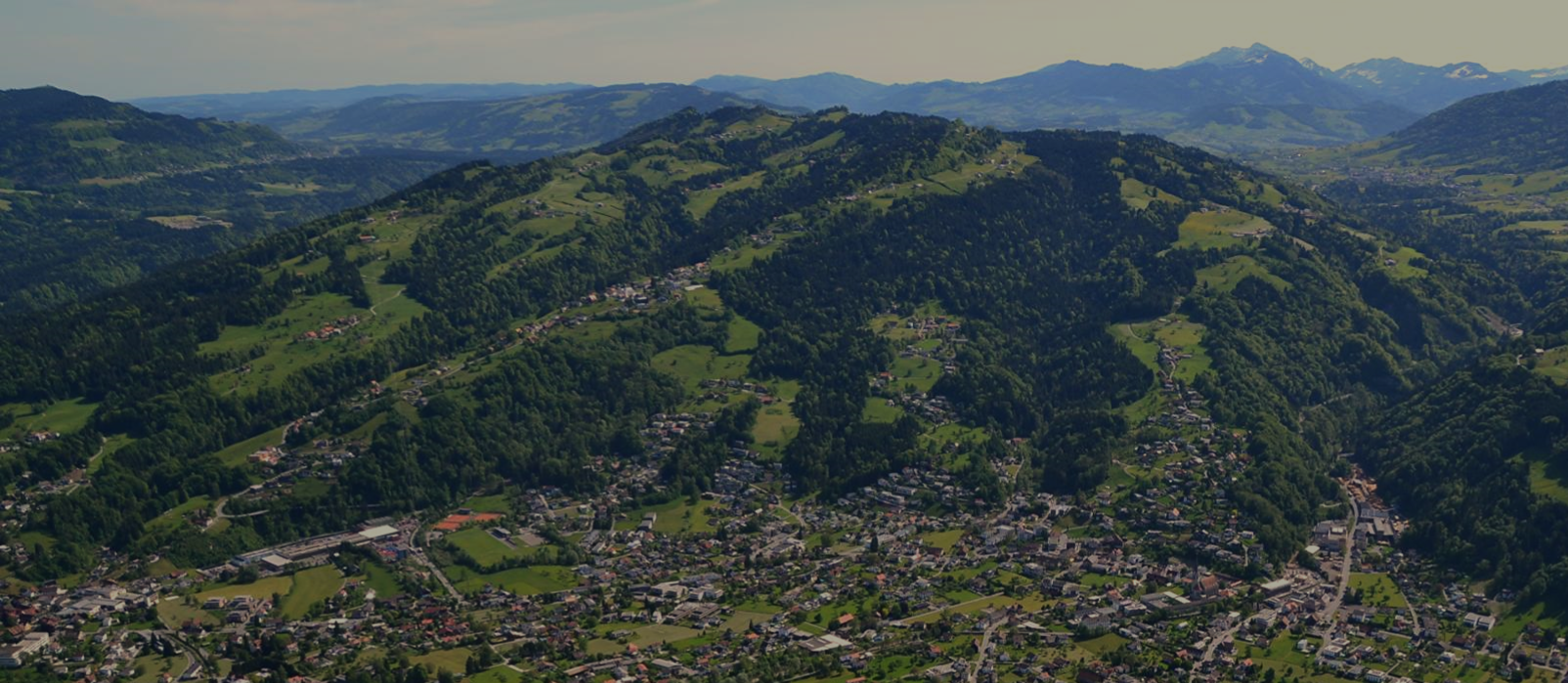
Schneiderkopf und Bildstein (Schrägluftbild)

Bildstein  ist eine Gemeinde in Österreich in Vorarlberg im Bezirk Bregenz mit 768 Einwohnern. Überregional bekannt ist die Gemeinde für die im Ortszentrum befindliche und weithin über das ganze Rheintal sichtbare Wallfahrtskirche Bildstein.

## Geografie
Bildstein liegt im westlichsten Bundesland Österreichs, Vorarlberg, im Bezirk Bregenz südlich des Bodensees auf 659 Metern Höhe (Ortskern). 45,1 % der Fläche sind bewaldet.
Es existieren keine weiteren Katastralgemeinden in Bildstein. Die höchste Erhebung ist der Schneiderkopf mit 971 m ü. A. an der Grenze zu Buch.

### Nachbargemeinden
| Wolfurt    |                                             | Buch          |
|            | Kompassrose, die auf Nachbargemeinden zeigt | Alberschwende |
| Schwarzach | Dornbirn                                    |               |

Die Gemeinde Bildstein grenzt an insgesamt fünf andere Gemeinden in Vorarlberg. Davon liegen mit der Marktgemeinde Wolfurt und den Gemeinden Buch, Alberschwende und Schwarzach vier Nachbargemeinden ebenfalls im Bezirk Bregenz. Zudem grenzt Bildstein an die Bezirkshauptstadt des Bezirks Dornbirn, die Stadt Dornbirn.

### Gliederung
Bildstein besteht aus mehreren besiedelten, nicht zusammenhängenden Weilern und Rotten, von denen Bildstein-Dorf die in Bezug auf die Einwohner größte ist, danach folgt der Ortsteil Farnach.

## Geschichte
Der Name Bildstein wurde im Jahre 1379 erstmals urkundlich erwähnt. Die Habsburger regierten die Orte in Vorarlberg wechselnd von Tirol und Vorderösterreich (Freiburg im Breisgau) aus.  Seit 1790 ist Bildstein eine eigene Pfarrei.

### 19. und 20. Jahrhundert
Von 1805 bis 1814 gehörte Bildstein zu Bayern und wurde in dieser Zeit eine selbständige politische Gemeinde. Seit 1814 gehört der Ort wieder zu Österreich.
Nach einer Aufzeichnung des Landammann Schneider aus dem Jahr 1808 hatte Bildstein 831 Einwohner, 128 Häuser und 242 Kühe.
Bis zum Jahr 1857 lautete der amtliche Name der Gemeinde „Steußberg“, erst danach wurde der heutige Gemeindename Bildstein offiziell eingeführt. Zum österreichischen Bundesland Vorarlberg gehört Bildstein seit der Gründung des Vorarlberger Landtages 1861. Der Ort war 1945 bis 1955 Teil der französischen Besatzungszone in Österreich.

### Bevölkerungsentwicklung
Der Ausländeranteil lag Ende 2002 bei 8,1 Prozent.

## Kultur und Sehenswürdigkeiten

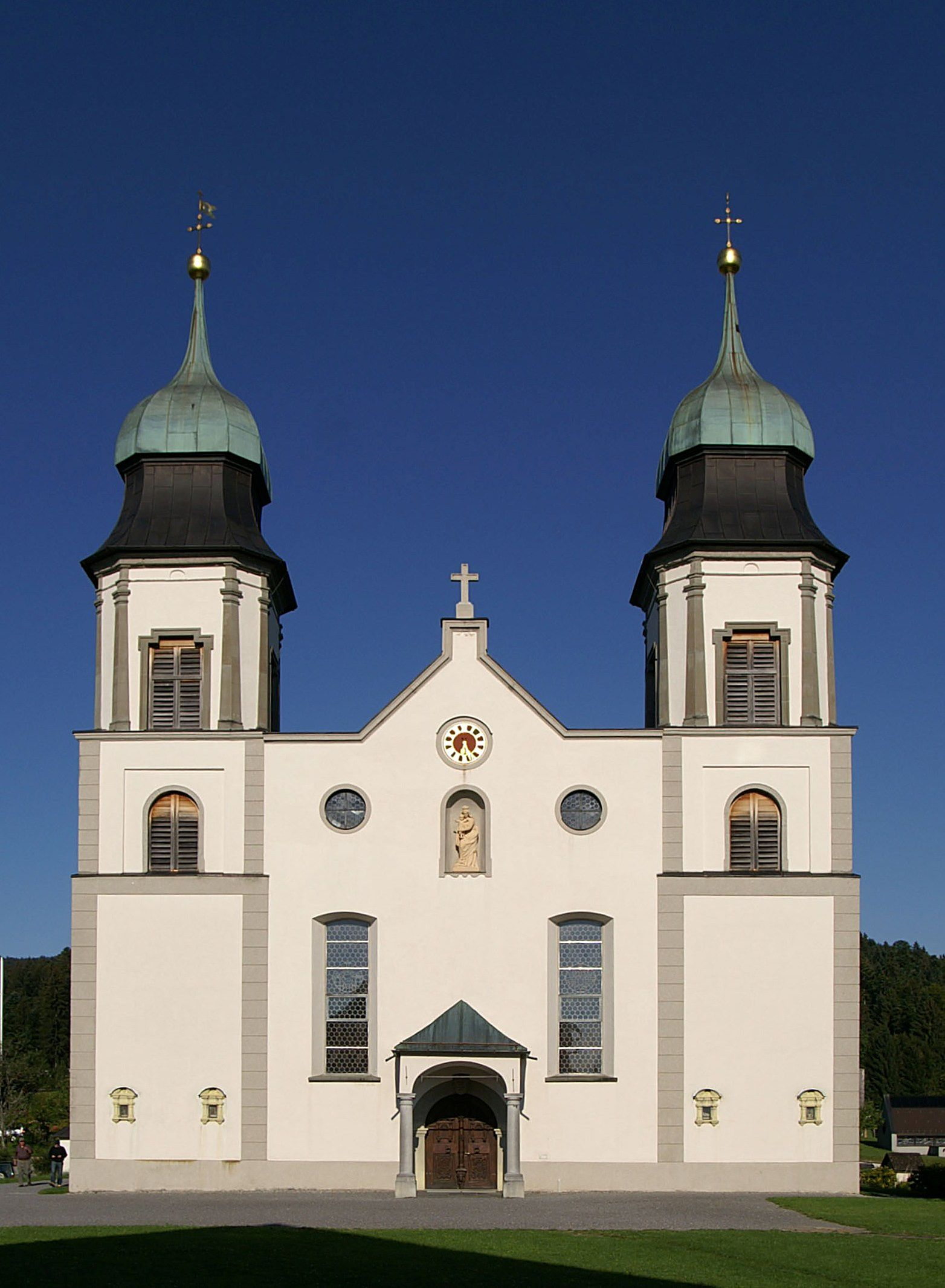
Die Kirche

### Wallfahrtskirche Maria Bildstein
Dies ist eine vom Bregenzer Baumeister Michael Kuen konzipierte frühbarocke Wallfahrtskirche („Zu Unserer Lieben Frau Maria Heimsuchung“) die von 1662 bis 1676 erbaut wurde.
Der Bau wurde durch verschiedene Stiftungen gefördert, unter anderem durch den Generalfeldmarschall Graf Maximilian Lorenz von Starhemberg. Dieser war am 7. September 1689 beim Kampf um Mainz tödlich verwundet worden und erlag am 17. September 1689 seinen Verletzungen, worauf er in einer Gruft unter der Kirche am 11. Oktober 1689 beigesetzt wurde.
1692 wurde die Doppelturmfassade im Westen gebaut und 1838 die beiden Türme mit geschwungenen Hauben von Zimmermeister Anton Böhler ausgestattet. Der Bau kann als der bedeutendste Vorarlberger Barockbau angesehen werden.
Die flache Fassade der Kirche wird betont durch die beiden dreigeschoßigen Türme mit deren mächtigen, von Eckquadern gegliederten Untergeschoß.
Besonders bemerkenswert ist der Saalraum mit der Kassettendecke.
Im Inneren finden sich zudem verschiedene Werke von Franz und Jakob Bertle und die Orgel kam 1974 von der Firma Rieger Orgelbau aus Schwarzach.
Eine Innenrenovierung wurde in den Jahren 1877 bis 1879 vorgenommen, 1973/1974 erfolgte eine Gesamtrestaurierung der Kirche.
In den beiden Zwiebeltürmen hängt ein 5-stimmiges Sonderbronzegeläut, das 1949 von Oberascher gegossen wurde. Es hat die Tonfolge: b° – des' – f' – as' – b'. Die große Glocke läutet im linken Turm, die anderen im rechten.

### Bildstöcke Kreuzweg
Die 14 Kreuzwegstationen beinhalten Tonreliefs aus der Zeit um 1900, die aus der Kirche in Heimenkirch im Allgäu stammten. Die  Bildstöcke stehen neben dem alten Wallfahrtsweg von Wolfurt nach Bildstein. Sie sind gemauert mit einem Satteldach mit Schindeldeckung. Sie wurden am 4. Jänner 2019 (Bescheid des Bundesdenkmalamtes) unter Denkmalschutz gestellt.

### Kapelle Hl. Michael
Die römisch-katholische Kapelle Hl. Michael steht im Ortsteil Farnach und ist ein denkmalgeschützter Bau (Listeneintrag) und dem Erzengel Michael geweiht.

## Wirtschaft und Infrastruktur
Am Ort gab es im Jahr 2003 sieben Betriebe der gewerblichen Wirtschaft mit 13 Beschäftigten und Lehrlingen.
Lohnsteuerpflichtige Erwerbstätige gab es 344.
Landwirtschaft spielt eine wichtige Rolle. Der Anteil der landwirtschaftlichen Flächen an der Gesamtfläche liegt bei 51,0 %.

### Verkehr
Bildstein war über viele Jahrhunderte äußerst schlecht an das Straßennetz im unteren Rheintal angebunden. Die einzige befahrbare Straße führte lange Zeit von Rickenbach (Wolfurt) ins Dorfzentrum von Bildstein mit einer Steigung von bis zu 25 %. Empfindliche bzw. zerbrechliche Waren mussten zu Fuß nach Bildstein getragen werden, weil die Straße chronisch reparaturbedürftig war und der Gemeinde das Geld für eine Ausbesserung fehlte. 1905 fasste der Bildsteiner Gemeindeausschuss den Beschluss, die Straße zu erneuern und zu verbreitern. Die Kosten von geschätzten 50.000 Kronen sollten zu 25 % von der Gemeinde und zu 75 % vom Land Vorarlberg aufgebracht werden. Gegen diese Pläne gab es jedoch in Bildstein selbst Widerstände und 70 Gemeindebürger sollen eine Petition gegen diese Straßenbaupläne unterschrieben haben (es stellte sich später heraus, dass einige Unterschriften gefälscht waren bzw. unter falschen Angaben erschlichen wurden). Die Straßenbaupläne wurde nicht verwirklicht und 1912 kam ein älteres Projekt wieder zum Zug, eine Straßenverbindung zwischen Schwarzach und Bildstein. Die geschätzten Kosten von 52.200 Kronen hätten zu 30 % von Schwarzach und Bildstein aufgebracht werden sollen, der Rest vom Land Vorarlberg. Auch dieses Projekt scheiterte, unter anderem am Ausbruch des Ersten Weltkriegs 1914.
Die heutige Bildsteiner Straße von Wolfurt (Hofsteigstraße L 3) nach Bildstein – Farnach – Alberschwende (Bregenzerwaldstraße L 200) ist bis heute nicht durchgehend für den Schwerlastverkehr ausgebaut und weist viele Engstellen auf.

### Bildung
In Bildstein gibt es einen Kindergarten und eine Schule mit (Stand im Oktober 2005) 40 Schülern.

## Politik

### Gemeindevertretung
In Vorarlberg wählen die Bürger alle fünf Jahre die Mitglieder der Gemeindevertretung durch Ankreuzen eines Listen-Wahlvorschlages bzw. durch Mehrheitswahl wenn kein Listenvorschlag vorliegt. Weiters den Bürgermeister durch Ankreuzen eines Wahlvorschlages.
Die Gemeindevertretung wählt in der konstituierenden Sitzung aus ihrer Mitte – sofern keine Wahl durch die Bürger zustande kam – gemäß § 61 Gemeindegesetz einen Bürgermeister und dann einen mindestens dreiköpfigen Gemeindevorstand. Die Zahl dieser „Gemeinderäte“ darf aber gemäß § 55 den vierten Teil der Zahl der Gemeindevertreter nicht übersteigen.
Der Bürgermeister führt den Vorsitz bei den generell öffentlichen Sitzungen der Gemeindevertretung, in denen kommunale Belange besprochen und Beschlüsse gefasst werden. Beobachter haben kein Mitspracherecht und kein Stimmrecht. Die Gemeindevertretung kann nach Bedarf Ausschüsse bestellen. Sitzungen des Gemeindevorstandes und der Ausschüsse sind nicht öffentlich.

#### Sitzverteilung nach den Wahlen
- Gemeindevertretungswahlen 1985: Gemeinsch. Bürgerl. 8, Allg. Bildst. Liste 4.[9]
- Gemeindevertretungswahlen 1990: Gemeinsch. Bürgerl. 8, Allg. Bildst. Liste 4.[10]
- Gemeindevertretungswahlen 1995: Gemeinschaftsbürgerliste 7, Allgem. Bildsteiner Liste 3, Zukunftsorientierte Jugend u.Bauernliste 2.[11]
- Gemeindevertretungswahlen 2000: Bildsteiner Liste 12.[12]
- Gemeindevertretungswahlen 2005: Bildsteiner Liste 12 .[13]
- Gemeindevertretungswahlen 2010: Bildsteiner Liste 12 .[14]
- Gemeindevertretungswahlen 2015: Bildsteiner Liste 12 .[15]
- Gemeindevertretungswahlen 2020: Bildsteiner Liste 12 .[16]
- Gemeindevertretungswahlen 2025: Bildsteiner Liste 12 .[17]

### Bürgermeister
- 1945–1950 Eduard Gasser[18]
- 1950–1954 Emil Widmer[18]
- 1954–1965 Anton Böhler[18]
- 1965–1969 Walter Lenz[18]
- 1969–1970 Anton Böhler[18]
- 1970–1975 Friedl Staudacher[18]
- 1975–1998 Josef Lenz[18]
- 1998–2015 Egon Troy[18][19]
- 2015–2020 Judith Schilling-Grabher[20]
- seit 2020 Walter Moosbrugger[21]

### Wappen
Das Wappen zeigt in Silber ein rotes gespaltenes Kreuz über einem grünen Dreiberg: Das Kreuz über dem Dreiberg drückt zugleich die Bedeutung von Bildstein als Wallfahrtsort aus.
Das Wappen wurde durch die Vorarlberger Landesregierung am 23. September 1969 verliehen. Es wurde aus dem Wappen der Familie Bildstein nach einem 1656 ausgestellten Wappenbrief für den Bregenzer Stadtschreiber Johann Jakob Bildstein übernommen.

## Persönlichkeiten

### Söhne und Töchter der Gemeinde
- Gerhard Widmer (* 1961), Informatiker